# Lei Feng
Lei Feng, född 18 december 1940, död 15 augusti 1962, var en kinesisk soldat i Folkets befrielsearmé som lyftes fram som idealet för den osjälviske kommunisten som "tjänar folket" i en rad politiska kampanjer i Folkrepubliken Kina under 1960- och 1970-talen. Han är ett slags kinesisk motsvarighet till den sovjetiske modellarbetaren Aleksej Stachanov.

## Uppväxt, politik och arbetsliv
Lei föddes i Hunan-provinsen och blev tidigt föräldralös, varför han fick större delen av sin uppfostran i Kinas kommunistiska parti. Han gick med i det kommunistiska ungdomsförbundet och tog värvning i ett transportkompani i befrielsearmén när han var tjugo år.

## Död
Lei Feng avled när han försökte hjälpa att dirigera ett arméfordon att backa ur ett dike, men då fordonet istället råkade välta en telefonstolpe över honom.

## Eftermäle
Efter sin död hyllades Lei Feng som en osjälvisk mönsterarbetare och mönstersoldat, som ägnade hela sitt liv åt det socialistiska uppbygget. 1963, då Kina höll på att återhämta sig efter det Stora språnget, publicerades fotografier av honom och det som uppgavs vara hans dagbok, i vilken Lei lovprisade Mao Zedong och kommunistpartiet. Samma år kom filmen Lei Feng – en lättsam komedi med proletär sensmoral, redigerad av Dong Zhaoqi och med Dong Jintang i rollen som Lei – som blev en stor succé och fortfarande har ett visst underhållnings- och marknadsvärde (den har återutgivits på såväl VCD som DVD i Kina). Under 1964 blev kampanjen för att "lära av Lei Feng" mer och mer en kampanj för att bygga upp personkulten kring Mao och beredde vägen för kulturrevolutionen två år senare.
I samband med reformprocessen efter Maos död år 1976, har Lei Feng tonats ned mer och mer i den officiella propagandan och många av historierna kring hans liv har ifrågasatts av kinesiska forskare. Men det har funnit motsatta tendenser, och både Lei Feng och andra modellarbetare som Kong Fansen har uppmärksammats i olika officiella kampanjer.
Två välkända citat ur Lei Fengs dagbok har översatts till svenska av studenter vid Lunds universitet:[källa behövs]
- "Det som Mao har skrivit kan för mig jämföras med mat, vapen och ratten till en bil. En människa klarar sig inte utan att äta, ett slag kan inte vinnas utan vapen och en bil kan inte köras utan ratt. Att göra revolution, men inte läsa Maos texter, det går inte!"
- "Se till en kamrat med vårens värme, se till arbetet med sommarens hetta, se till individualism som till löven som höstens vind sveper bort, se till fienden med den stränga vinterns hänsynslösa kyla."